# Komorowo (powiat koniński)
Komorowo – wieś w Polsce, położona w województwie wielkopolskim, w powiecie konińskim, w gminie Kazimierz Biskupi.
W latach 1975–1998 wieś należała administracyjnie do województwa konińskiego.
Podczas II wojny światowej okupanci osiedlili we wsi 34 Niemców.
We wsi istniała niegdyś szkoła oraz Ochotnicza Straż Pożarna.
W 1945 roku istniało we wsi aż 114 gospodarstw indywidualnych.
18 stycznia 1982 roku kopalnia KWB Konin przystąpiła do wywłaszczenia wsi Komorowo.